# Hendrik Weyenbergh Jr.
Hendrik Weyenbergh Jr. est un paléontologue néerlandais, né le 6 décembre 1842 à Haarlem et mort le 27 juillet 1885 à Bloemendaal.